# フリッツ・ゲルデラー
フリッツ・ヘルマン・ゲルデラー（ドイツ語: Fritz Hermann Goerdeler, 1886年3月6日 - 1945年3月1日）は、ドイツの法律家でありレジスタンスの闘士。

## 生涯
シュナイデミュール市（現在のポーランド、ピワ）でカール・フリードリッヒ・ゲルデラーの弟として生まれ、1890年に父親が地方裁判所の裁判官に就任したマリエンヴェルダー市で育った。ゲルデラーは法律を学び、弁護士として働いた。 1920年に彼はマリエンヴェルダーの市長になり、1932年に再選されたが、彼はナチ党への参加を拒否した後、1933年にこの地位を離れることを余儀なくされた 。
ゲルデラーは1934年から1944年までケーニヒスベルク市の商工会議所職員を務めながら、ナチスに対するドイツにおける抵抗運動に加わった。彼は特に東プロイセンでの軍事抵抗と密接な関係があった 。
ゲルデラーは7月20日のヒトラー暗殺計画が失敗した後、投獄され、1945年2月23日に人民法廷によって死刑を宣告された。彼は1945年3月1日にプレッツェンゼー刑務所で絞首刑に処された 。
ゲルデラーは結婚しており、3人の娘と1人の息子がいた。